# Sam Rogers
Samual Jarard „Sam” Rogers (ur. 17 maja 1999 w Seattle) – amerykański piłkarz występujący na pozycji środkowego obrońcy, reprezentant Stanów Zjednoczonych, od 2025 roku zawodnik Chicago Fire.